# الهندوسية في الصين
تعتنق الهندوسية (وبالأخص الطائفة الشيفاوية) في الوقت الحالي أقليةٌ من المقيمين في الصين. لهذا الدين نفسه وجود محدود جداً في بر الصين الرئيسي الحديث، لكن الدلائل الاثرية ترجح وجودًا كبيرًا للهندوسية في مُختلف المقاطعات من الصين في العصور الوسطى. تلاشت التأثيرات الهندوسية في البلد نتيجة لانتشار البوذية خلال تاريخها. تعد الممارسات الناشئة من التقاليد الفيدية للهند القديمة مثل اليوغا والتأمل أيضاً شائعة في الصين. يُصلي بعض السكان الأصليين في الصين لآلهة الهندوس مثل شيفا وفيشنو وغانيشا وكالي.
ازدهرت المجتمعات الهندوسية -لا سيما من خلال النقابات التجارية التاميلية في أيافول ومانيغرامام، والتجار التيلوغيين في سلالات بالافا وكاكاتيا- جنوب الصين في العصور الوسطى. لا يزال اكتشاف أدلة على زخارف ومعابد شيفا التاميلية مثل معبد كاي يوان جارياً في مقاطعة تشوانتشو، فوجيان في جنوب شرق الصين. توجد حالياً مجموعة صغيرة من العاملين التامليين المهاجرين في هونغ كونغ.

## التاريخ
علق آرثر والي (1989-1996) عندما ترجم داوديجنغ «الطريق وقوته» قائلاً:
«لا أرى سبباً للشك بأن رجال الجبل المقدس شنغ هسين الموصوفين من قبل ليه تزو هم ريشيون هنود، وحينما نقرأ في تشوانغ تزو لبعض الطاويين الذين مارسوا الحركات بطريقة شبيهة جداً لأسانا اليوغا الهندوسية، نجد احتمالية قليلة بأن بعض علوم تقنية اليوغا والتي استخدمها الريشيون قد وجدت طريقها أيضاً إلى الصين».
لاحظ أيضاً أرنولد هيرمان لودفيج هيرين (1760-1842) أن:
«اسم الصين هو من أصل هندوسي وقد جاء من الهند».
تتضمن بعض الأمثلة على التأثيرات من الهندوس على الديانة الصينية القديمة الإيمان بـ «المدارس الست» أو «المذاهب الستة» وكذلك أيضاً استخدام اليوغا وستوبا (الذي أصبح فيما بعد باغودا في شرق آسيا). بكل الأحوال، لم تكسب الهندوسية في الصين شعبية كبيرة خلافاً للمعتقدات البوذية والكونفوشية، مع بعض الاستثناءات كما في أجزاء من التبت.
كانت هناك مجموعة صغيرة من الهندوس في الصين على الأغلب يقطنون في الجنوب الشرقي من الصين. اكتشف في أواخر القرن الثالث عشر الميلادي نقش مطبوع بكلتا اللغتين التاميلية والصينية مقترناً ببقايا معبد شيفا في تشيوانتشو. كان هذا واحداً من معبدين هندوسيين محتملين ذوي طراز هندي جنوبي (115) والذي يجب أن يكون قد شيد في القطاع الجنوبي الشرقي من الميناء القديم حيث كان التجار الأجانب يسكنون بشكل رسمي.
انبثقت الملوك السماوية الأربعة من الناس المحليين. كان يُعتقد من بعض المدارس أن هانومان كان مصدراً لشخصية الأسطورة الصينية سان ووكنغ (ملك القردة).
الياشا (بالصينية: 夜叉)، التي ترجع في الأصل إلى التاريخ الهندوسي، هي فئة من أشباح الطبيعة أو الشياطين. شق الاعتقاد بالياشا طريقه إلى الصين من خلال لوتس سوترا، والتي تُرجمت بالأصل إلى الصينية من قبل درمراكسا نحو 290 قبل الميلاد قبل أن تحل محلها ترجمة في سبعة كتيبات من قبل كوماراجيفا في 406 قبل الميلاد.
تُعود الكثير من الخرافات والقصص في الدين الشعبي الصيني، مثل نازا، إلى الأساطير الهندوسية مثل ترجمات القرن العاشر لتيان زي. خلال هذا التأثير وتأليف الأفكار، جرى تعيين بعض المصطلحات لمفاهيم موجودة من قبل مثل: الاصطلاح على ريكشاساس بـ لوتشا، أُدخلت مصطلحات أخرى مثل الاصطلاح على بيزاكاس في الهندوسية بـ بيشاسو في الصينية.

## مناطق النفوذ
تُثبت السجلات الصينية القديمة وكذلك الدراسات الأثرية الحديثة وجود الهندوسيين في بعض مناطق الصين مثل:
- موانئ الصين في محافظتي غوانغدونغ وتشوانتشو، بشكل رئيسي من قبل التجار الهندوسيين التاميليين والذين رُحب بهم من قبل الصينيين وأسسوا إقاماتهم «مجتمعات الشتات» وبنوا المعابد الهندوسية بينما كانوا يسهلون ويخدمون احتياجات الهند الصينية من البضائع في الكثير من السلع.[1][11]
- طريق كامب روب (ولاية آسام) عبر ميانمار إلى محافظة يونان جنوب الصين وكذلك أيضاً مناطق أخرى من الجنوب الغربي من الصين الحديثة. وُثق هذا باكتشاف اللينغا ويوني (رموز مقترنة بالشيفويين) في كهوف مقاطعة جيانتشوان وزخارف هندوسية أخرى اكتُشفت خلال الحفريات في معبد دالي في يونان.[1]
- طريق تسونج لينج «الآن عبر كشمير»، كان الطريق الذي ساعد الرهبان والمسافرين من الصين في جلب البوذية إلى الصين؛ إلى جانب النصوص البوذية، حُملت العديد من النصوص الهندوسية القديمة والأفكار إلى الصين. جاءت الدلائل الأثرية على وجود الهندوسية في الصين القديمة من لوب نور وكهوف كيزيل في محافظة سنجان حيث منحوتات الإله غانيشا ولوحة جدارية أخرى لمشهد من ملحمة رامايانا مع هانومان وتصوير جصي لآلهة هندوسية أخرى. وقد قُدّر تأريخ هذه الآثار ما بين القرن الرابع إلى القرن السادس بعد الميلاد.[1][12] يرجع الفضل إلى هذا الطريق أيضًا بانتشار بعض الأفكار والفنون الهندوسية في شمال ووسط الصين بحلول القرن الخامس بعد الميلاد إلى محافظات عديدة وصولًا إلى محافظة شانشي كما يتضح من الكهوف من 7 إلى 9 من كهوف يونقانغ في مدينة داتونغ المكرسة لمختلف الآلهة الهندوسية مثل فيشنو وشيفا.[13][14][15]
- طريق النيبال والذي جلب الأفكار من المدرسة التانترية للهندوسية والبوذية النيبالية إلى منطقة التبت.[1]

تقترح النصوص الصينية من القرن الثاني وخلال القرن الثاني عشر بعد الميلاد 150 عالمًا ركزوا على ترجمة العديد من النصوص الهندوسية باللغة السنسكريتية إلى الصينية. كان يُشار إلى الفيدا باسم مينغ لون «علم المعرفة» أو زهي لون «علم الذكاء». ترجم العلماء الصينيون القدماء أيضًا العديد من سامهيتا وشاسترا. فُقدت بعض النصوص السنسكريتية بالأصل وجميع الترجمات في الهند عُرّفت في الصين على سبيل المثال: جين تشي شي لون ترجمة باقية من سانكيا كاريكا. مثال آخر على الترجمات المؤثرة والتي نُسبت إلى ترجمة ييجينغ لتراتيل من هيريفامسا من القرن الأول إلى القرن الثالث الميلادي هي قصة الإله كريشنا وأُلحقت بالملحمة الهندوسية مهابهاراتا. ترجم ييجينغ قلة من تراتيل هيريفامسا مخصصة للإلهة دورجا لكن ألحقها مع الآلهة ساراسواتي. أصبح هذا المفهوم الهندوسي لإلهة المعرفة والموسيقا والفنون والقوة الداخلية ممزوجًا بعناصر إلهية ذات قوة محاربة والتي عُرفت بالبيكاركانا الصينية ومن ذلك انتشرت إلى اليابان كالإلهة بن زيتن والذي توجد معابده حتى الآن وقيد العمل في اليابان.
عُثر على نقوش هندوسية سنسكريتية قديمة (وهي لغة لا تُستخدم لنشر البوذية في الصين) في محافظة يونان. تعود هذه النقوش على الأقل إلى العصور الوسطى، وبالرغم من ذلك بقيت حتى الآن من غير أن يتضح كيف وصلت أو اعتُمدت في الصين.

## الهندوسية في الثورة الثقافية وما بعدها
واجهت الهندوسية في الصين المزيد من العقبات خلال صعود الشيوعيين في الصين عندما ثبطتت الحكومة الشيوعية الصينية أي ممارسة للأديان واعتبرتها معاداة للاشتراكية وكذلك رمزًا للإقطاع والاستعمار الأجنبي. خلال الثورة الثقافية الشيوعية -الحركة التي حدثت ما بين عام 1966 إلى 1977- اضطُهد الناس المتدينون بجميع الأديان وخلال هذا الوقت أُغلقت العديد من المباني والخدمات الدينية واستُبدلت بمباني غير دينية لخدمات أكثر مادية. خففت الحكومة قيودها على الأديان من عام 1977 وبعده حينما وُقع دستور جمهورية الصين الشعبية، إذ سُمح للعديد من الصينيين بممارسة أديانهم واعتقاداتهم الشخصية مرة أخرى. بالرغم من ذلك، بقيت الحكومة متخوفة للغاية من نشاطات الأديان الأخرى وبالأخص إذا كانت تشمل الدول الأجنبية.
يزور العديد من السياح الصينيين فرا فروم في تايلاند لتقديم أمنياتهم.

## ممارسة الهندوسية في الصين
على الرغم من أن الهندوسية ليست واحدة من الأديان الرسمية الخمسة المعترف بها (البوذية والطاوية والمسيحية الكاثوليكية والمسيحية البروتستانتية والإسلام)، وعلى الرغم من أن الصين دولة علمانية رسميًا، فإن ممارسة الهندوسية مسموح بها في الصين، ولو على نطاق محدود. على الرغم من أن الهندوسية متأصلة في الثقافة الهندية، فإن تأثير التقاليد الفيدية على الصين يتجلى في ثقافة البلاد.

## بر الصين الرئيسي
يعيش عدد من المغتربين الهندوس في الصين وتتوطن أيضًا العائلات الهندوسية بين السكان الصينيين الأصليين. أعدادهم صغيرة نسبيًا، وبالتالي لا يُعد دينهم من بين المنظمات الدينية الخمس المعترف بها رسميًا في الصين. يعتبرون أناسًا مسالمين بشكل عام، ويتعاونون بشكل جيد مع السلطات الصينية المحلية ويسمح لهم بممارسة معتقداتهم بأمان في جميع أنحاء البلاد حتى في بر الصين الرئيسي.
دعت الحكومة الصينية صندوق سوامينارايان الذي يدير معابد اكشاردام في نيودلهي وفي غاندناغار إلى بناء معبد مماثل في بر الصين الرئيسي، يُعد الأول من نوعه. جرى تخصيص قطعة أرض ضخمة في فوشان في عام 2007، والتي لا تهدف فحسب إلى أن تكون معبدًا بل ولأن تكون موطنًا للمركز الثقافي الهندي. خُطط أيضًا لبناء معبد باليّ هندوسي في الصين.
لدى حركة هاري كريشنا وجود صغير في طريق بر الصين الرئيسي مع قليل من المصلين في مدن مختلفة في جميع أنحاء البلاد. برزت حركة هاري كريشنا في تلفزيون قوانغدونغ لأجل نشاطاتها في تعليم وممارسة اليوغا والتأمل في الصين.

## الهندوسية في هونغ كونغ
لدى الجمعية الدولية لوعي كريشنا، وهي فرع رئيسي للمؤسسة العالمية للغاديا الفينشوية، مركزٌ في هونغ كونغ تأسس هناك في عام 1981. يعتنق حوالي 1.4% من سكان هونغ كونغ الهندوسية بمذاهبها المختلفة ويشمل هؤلاء المغتربين والسكان الذين يمارسونها مدى الحياة وكذلك غيرهم.